# Crkva sv. Ruperta u Šentrupertu
Ova gotska crkva se u izvorima prvi put spominje 1163. godine, ako uzmemo u obzir njene početke, patrocinij i povijesne okolnosti, a posebno formiranje nekadašnjega župnoga dvora, vrijeme nastanka je potrebno tražiti već u 11. stoljeću. Patronat nad župnim dvorom je 1393. godine naslijedio poznati grof Herman II. Celjski, 1493. godine pa je crkva bila priključena na novom kolegijatnom kapitelju u Novom mjestu.
Prema nedavnim istraživanjima Roberta Peskarja 1993. godine je današnji izgled crkve rezultat najmanje triju građevinskih faza u 15. stoljeću. Najvažnija je prva faza, koju određuju arhitekturni dijelovi i znakovi uklesani u kamenu, koji se nalaze na komadima pješčenjaka, a uključuje prezbiterij, prizemlje i kat zvonika, stup zvonika na sjevernoj strani te istočnu stijenu s potpornim stupom na južnoj strani. Vjerojatno su nakon kraćega vremenskoga odmora zvoniku dodali još drugi kat i nato su dovršili crkvu zajedno s brodskom unutrašnjošću u drugoj građevinskoj fazi prije 1474. godine.